# Charles Duke
Charles Moss Duke, född 3 oktober 1935 i Charlotte, North Carolina, är en amerikansk astronaut uttagen i astronautgrupp 5 den 4 april 1966. Han är en av tolv män som har gått på månen.

## Familjeliv
Gift med den tidigare Dorothy Meade Claiborne, de har två söner Charles III (född 1965) och Thomas (född 1967). De har fem barnbarn. Numera bor Charles Duke och hans fru i New Braunfels, Texas.

## Galleri

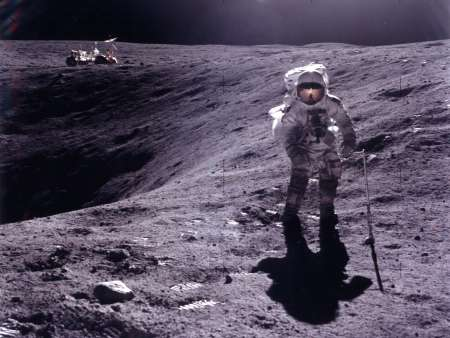
Charlie Duke
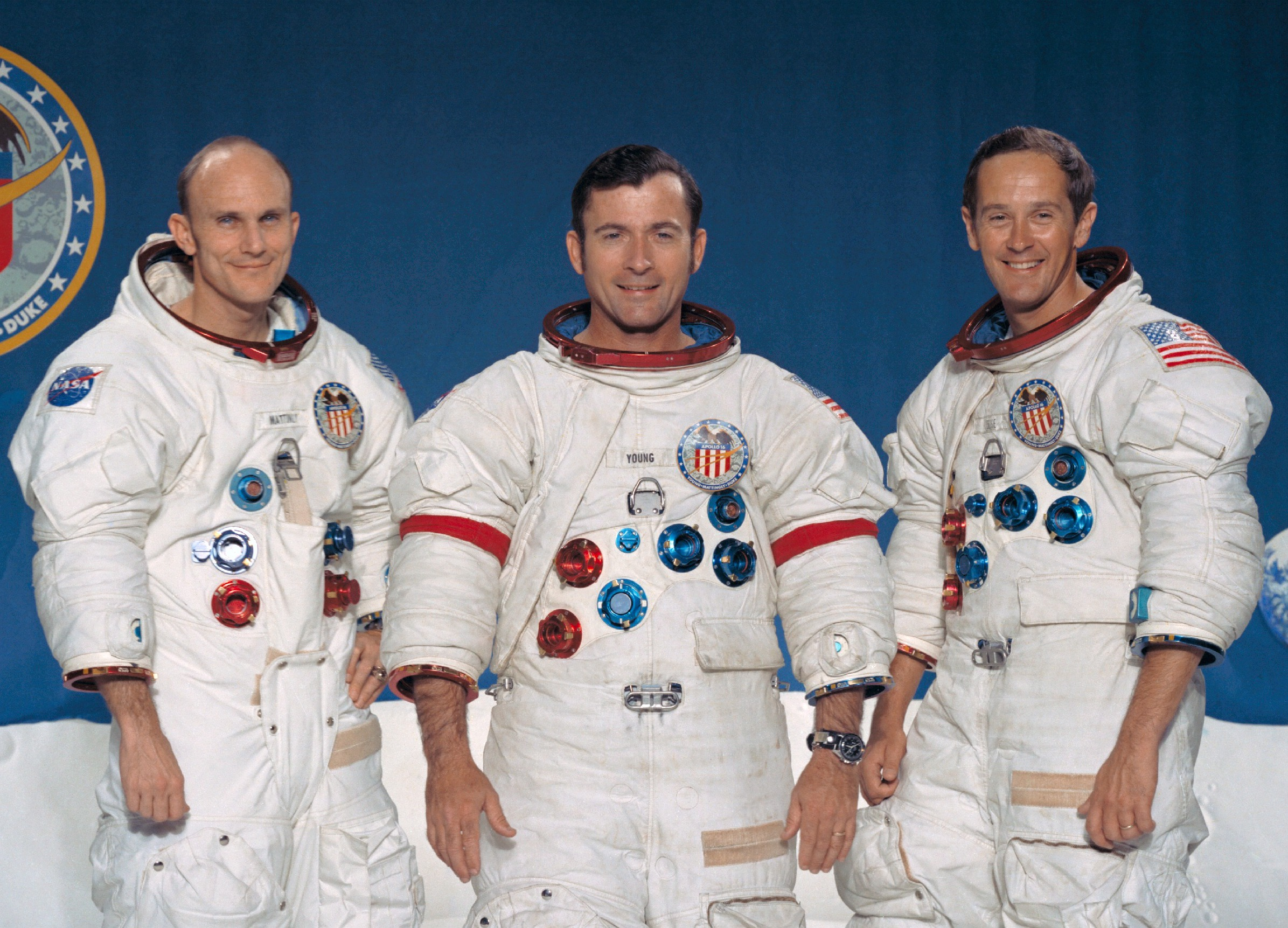
Apollo 16.
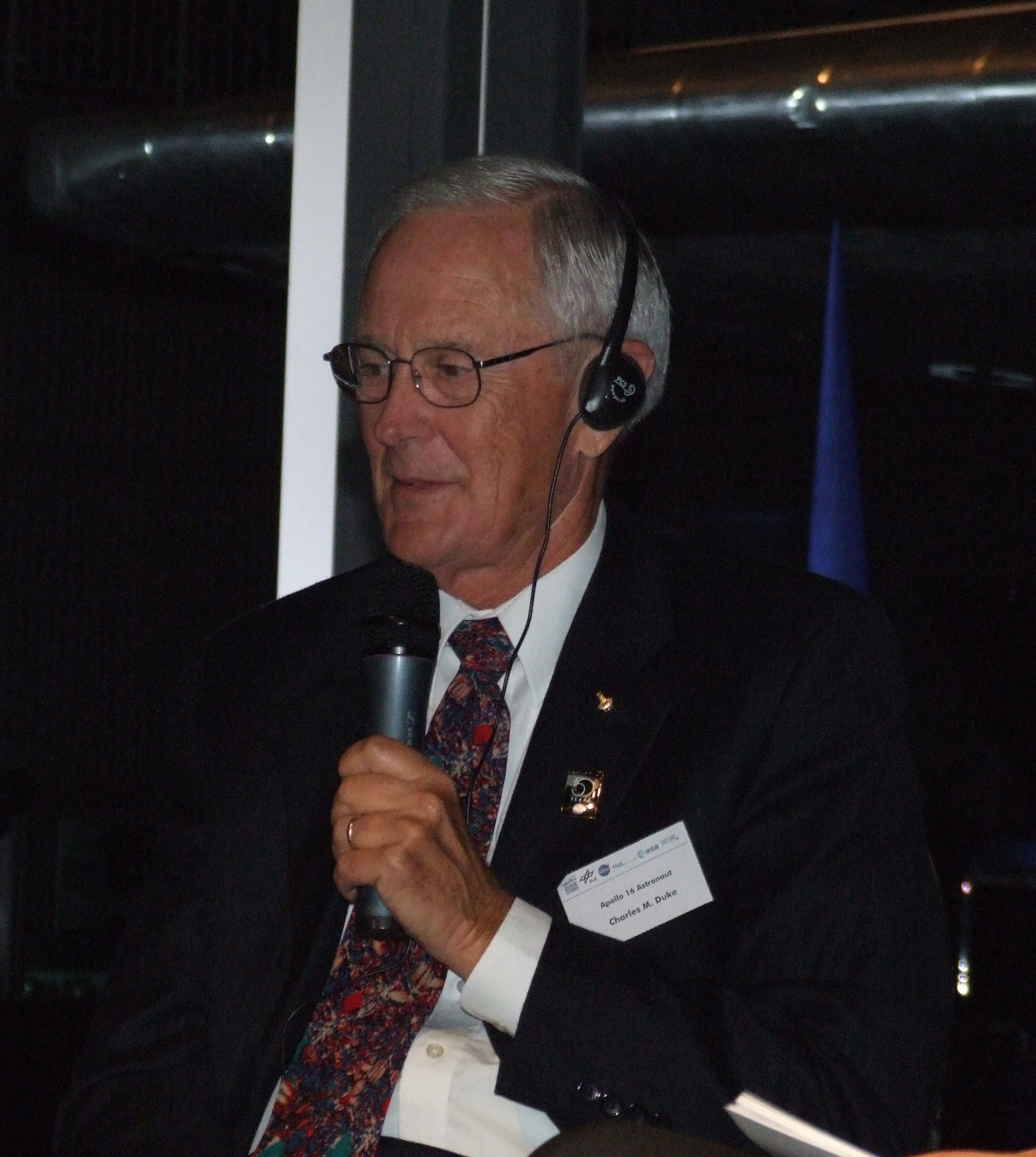
Charlie Duke, 2.10.2008, Technik-Museum Speyer

## Rymdfärder
- Apollo 16